# Habakkuk Baldonado
* solo in precampionato e/o in squadra di allenamento
Habakkuk Thomas Baldonado (Roma, 6 settembre 1999) è un giocatore di football americano italiano che milita nel ruolo di defensive end per i Saskatchewan Roughriders della Canadian Football League (CFL). Ha iniziato a giocare con i Marines Lazio per poi approdare in NCAA con l'Università di Pittsburgh.

## Primi anni
Baldonado, nato a Roma in zona Torrevecchia da madre italiana e padre caraibico originario di San Andrés (isola parte della Colombia), iniziò a giocare a football americano con i Marines Lazio per poi trasferirsi in Florida nel 2017. Frequentò la Clearwater Academy International a Clearwater, Florida, per un anno. In quella stagione mise a segno 83 placcaggi e 30,5 sack. Le sue prestazioni furono notate da diverse università di prima fascia del college football e così ricevette varie proposte di borse di studio, come dall'Università statale del Michigan, dall'Università della California - Berkley, da UCLA e dall'Università del Nebraska, scegliendo di iscriversi all'Università di Pittsburgh per giocare con i Panthers che militano nell'Atlantic Coast Conference (ACC) della Divisione I della Football Bowl Subdivision (FBS) della NCAA.

## Carriera universitaria
Baldonado giocò una partita nella sua prima stagione a Pittsburgh nel 2018, dopo di che divenne redshirt, potendo cioè allenarsi con la squadra ma non disputare gare ufficiali. Nel 2019 mise a referto 30 tackle e 4 sack. L'anno successivo disputò solamente quattro partite a causa di un infortunio, con 4 tackle. Nel 2021 disputò 14 partite come titolare, con 41 placcaggi e 9 sack, venendo inserito nella seconda formazione ideale dell'Atlantic Coast Conference. Nel 2022 partì come titolare in nove partite, saltandone tre per infortunio. Chiuse con 25 tackle (5 con perdita di yard), 2 sack, 2 passaggi deviati e un punt bloccato. A fine stagione fu selezionato per disputare l'East-West Shrine Bowl All-Star Game.
Il 9 gennaio 2023 Baldonado si dichiarò per partecipare al Draft NFL 2023.
| Stagione | Stagione   | Stagione   | Stagione   | Stagione | Stagione | Difesa  | Difesa  | Difesa  | Difesa | Difesa | Difesa |
| Anno     | Squadra    | Campionato | Conference | P        | PT       | T. tot. | T. sol. | T. ass. | Sack   | Pdev   | FF     |
| -------- | ---------- | ---------- | ---------- | -------- | -------- | ------- | ------- | ------- | ------ | ------ | ------ |
| 2018     | Pittsburgh | FBS Div. I | ACC        | 1        | 0        | 0       | 0       | 0       | 0,0    | 0      | 0      |
| 2019     | Pittsburgh | FBS Div. I | ACC        | 13       | 0        | 30      | 12      | 18      | 4,0    | 0      | 0      |
| 2020     | Pittsburgh | FBS Div. I | ACC        | 4        | 0        | 3       | 2       | 1       | 0,0    | 0      | 0      |
| 2021     | Pittsburgh | FBS Div. I | ACC        | 13       | 13       | 41      | 22      | 19      | 9,0    | 0      | 1      |
| 2022     | Pittsburgh | FBS Div. I | ACC        | 9        | 9        | 25      | 9       | 16      | 2,0    | 2      | 0      |
| Totale   | Totale     | Totale     | Totale     | 40       | 23       | 99      | 45      | 54      | 15,0   | 2      | 1      |

Fonte: Pittsburgh Panthers
In grassetto i record personali in carriera

## Carriera professionistica
Baldonado è stato il primo italiano ad essere invitato a partecipare alla NFL Scouting Combine, evento organizzato dalla National Football League per permettere ai selezionatori delle squadre della lega di visionare e valutare direttamente i giocatori provenienti dal college football. Era previsto dagli analisti come una scelta tra il quinto e il sesto giro del Draft NFL 2023.

### New York Giants
Dopo non essere stato scelto nel corso del draft, il 5 maggio 2023 Baldonado firmò da undrafted free agent con i New York Giants. Divenne così il tredicesimo italiano nella storia della NFL.
Baldonado, al termine della fase di preparazione alla nuova stagione, non riuscì a rientrare nel roster attivo dei Giants e il 29 agosto 2023 fu svincolato.
Il 5 settembre 2023 Baldonado svolse un provino con i Cincinnati Bengals.

### Saskatchewan Roughriders (CFL)
Il 18 settembre 2023 Baldonado firmò per i Saskatchewan Roughriders della Canadian Football League.
In precedenza, a maggio 2023, la squadra canadese nel draft della CFL dedicato ai giocatori internazionali aveva selezionato Baldonado, che aveva invece scelto di andare ai Giants. Baldonado esordì con i Roughriders il 29 settembre 2023, nella gara del diciassettesimo turno persa 26-33 contro i BC Lions. Chiuse la stagione con 4 presenze.
Vincolato da due anni di contratto con i Roughriders, nella stagione 2024 Baldonado continuò a giocare nella lega canadese, passando però stabilmente a giocare da titolare.